# Vierhonderd beoosten Terhofstedepolder
De Vierhonderd beoosten Terhofstedepolder is een polder ten zuidoosten van Retranchement, behorende tot de Polders van Cadzand, Zuidzande en Nieuwvliet.
Van deze polder is bekend dat ze in 1403 werd herdijkt, maar vermoedelijk is ze van oorsprong veel ouder. Er is immers sprake van een achttal mogelijke "beginnen" (zie: oudlandpolder). Nabij de Noordmansweg en het Waterschipdijkje liggen bovendien een zestal "beginnen", in totaal 80 ha omvattend, die vroeger deel uitmaakten van de Oudelandse Polder, maar die later bij de Vierhonderd beoosten Terhofstedepolder zijn gevoegd.
De 195 ha grote polder is gelegen tussen de buurtschappen Terhofstede, Slikkenburg en Oudeland, en ze wordt begrensd door de Braamdijk, de Sluissedijk, de Terhofstededijk, de Oudelandseweg en de Platteweg.
Evenals de Vierhonderdpolder is de naam van de polder ontleend aan de oppervlakte, die bedraagt ongeveer 400 gemet.